# Petra Mood
Petra Mood (* 5. Juni 1946 in München) ist eine nur kurze Zeit aktive, deutsche Schauspielerin bei Bühne, Film und Fernsehen.

## Leben und Wirken
Die gebürtige Münchnerin war als Theater-Schauspielerin tätig und spielte am Badischen Staatstheater Karlsruhe (1967). Unmittelbar darauf meldete sich der Film bei Petra Mood, und in dem zahmen Sexfilmlustspiel Zieh dich aus, Puppe des Wahl-Münchners Ákos von Ráthonyi erhielt die Mimin mit der markanten, dunklen Kurzhaarwuschelfrisur 1968 ihre einzige Kinofilmrolle. 
Daraufhin spielte Petra Mood kurz hintereinander durchgehende Rollen in den beiden ZDF-Familienserien Drei Frauen im Haus und Luftsprünge an der Seite der altgediente Leinwandlegenden Magda Schneider und Luis Trenker bodenständige, bayerische junge Frauen. Nach der kleinen Rolle der Prinzessin Salm in dem groß angelegten Porträt Maximilian von Mexiko über den glücklosen Kaiser von Mexiko beendete die brünette Künstlerin ihr Schauspielerdasein und verschwand komplett aus dem Blickfeld der Öffentlichkeit.

## Filmografie
- 1968: Zieh dich aus, Puppe
- 1969: Drei Frauen im Haus (Fernsehserie, 13 Folgen)
- 1969–1970: Luftsprünge (Fernsehserie, 13 Folgen)
- 1970: Maximilian von Mexiko (Zweiteiler)